# Школьные джунгли
«Школьные джунгли» (англ. Blackboard Jungle) — кинофильм режиссёра Ричарда Брукса, вышедший на экраны в 1955 году. Экранизация одноимённого романа Эвана Хантера.

## Сюжет
Ветеран войны Ричард Дадье поступает на работу в среднюю школу, где учится много трудных подростков, которые проявляют антисоциальное поведение. Вожаками детей являются ирландец Арти Уэст и чернокожий Грегори Миллер. Дадье пытается примирить сотрудников и учеников, но конфликт приводит к анонимным телефонным звонкам и угрозам в отношении его семьи. Учитель подозревает, что угрозы и звонки исходят от банды Арти...

## В ролях
- Гленн Форд — Ричард Дадье
- Энн Фрэнсис — Эн Дадье
- Луи Кэлхерн — Джим Мёрдок
- Маргарет Хейз — Лоис Хэммонд
- Джон Хойт — мистер Варнеке
- Ричард Кили — Джошуа Эдвардс
- Эмиль Мейер — мистер Халлоран
- Сидни Пуатье — Грегори Миллер
- Вик Морроу — Арти Уэст
- Пол Мазурски — Эммануил Стокер
- Бэзил Руисдейл — профессор А. Р. Краал
- Уорнер Андерсон — доктор Брэдли
- Джейми Фарр — Сантини (впервые на экране)
- Эмил Ситка — отец одного из учеников (в титрах не указан)

## Награды и номинации
- 1956 — четыре номинации на премию «Оскар»: лучший адаптированный сценарий (Ричард Брукс); лучшая работа оператора в чёрно-белом фильме (Расселл Харлан); лучшая работа художника-постановщика и декоратора в чёрно-белом фильме (Седрик Гиббонс, Рэндалл Дьюэлл, Эдвин Уиллис, Генри Грейс); лучший монтаж (Феррис Уэбстер).
- 1956 — номинация на премию Гильдии режиссёров США за лучшую режиссуру художественного фильма (Ричард Брукс).
- 1956 — номинация на премию Гильдии сценаристов США за лучшую американскую драму (Ричард Брукс).

## Интересные факты
В титрах и середине фильма звучит композиция Билла Хейли Rock Around the Clock, что способствовало в 1950-х бурному росту популярности рок-н-ролла.
В книге «Оно» Стивена Кинга упоминается этот фильм. А один из главных героев книги, Ричи Тозиер, сравнивает Генри Бауэрса с героем фильма. Также «Школьные джунгли» упоминаются в «Кристине» Кинга, когда главный герой сравнивает этот фильм с «Бриолином».